# Sên trần

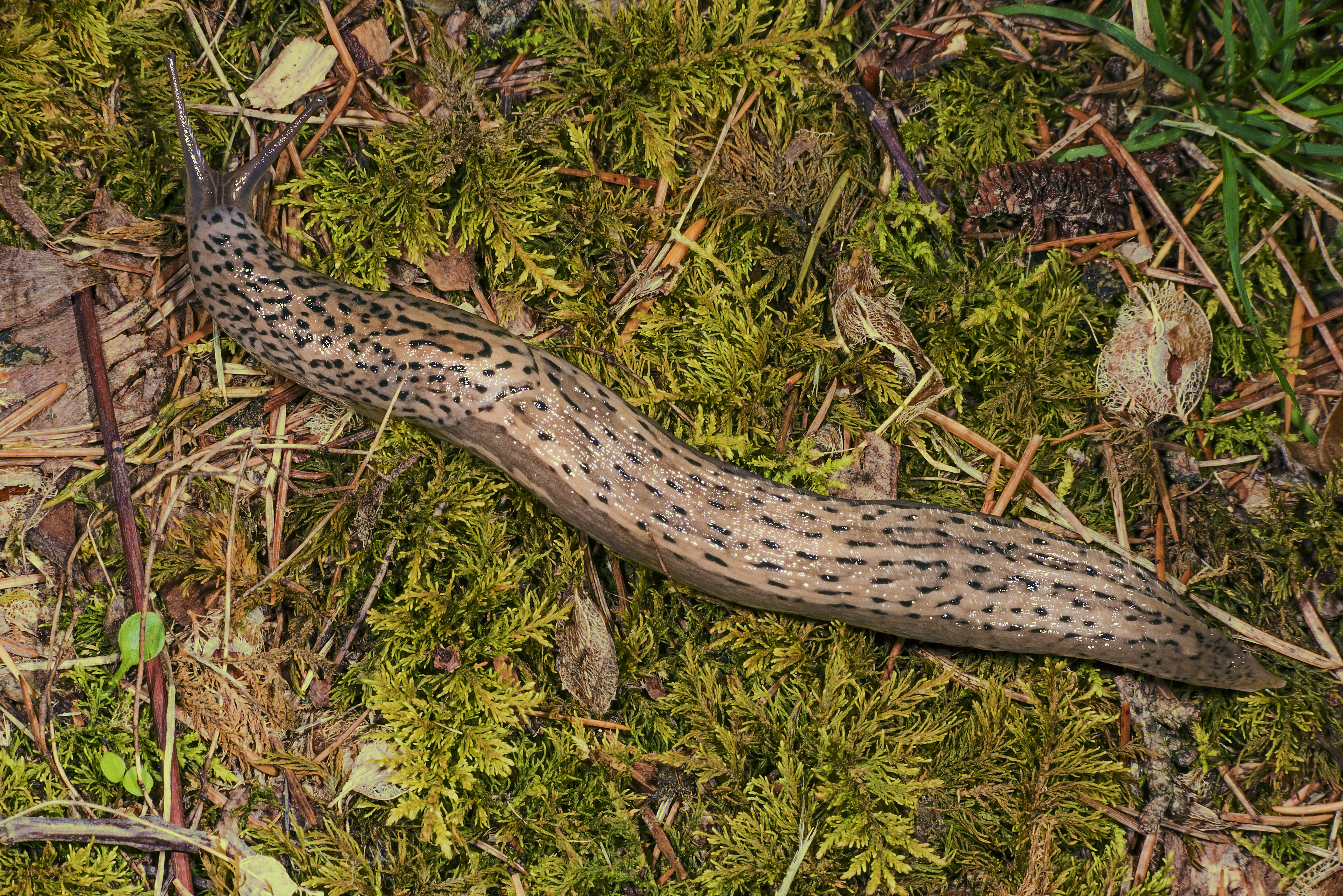
Sên trần Limax maximus

Sên trần còn gọi là sên lãi hay ngắn gọn là sên (tiếng Anhː slug), là một động vật giống ốc sên nhưng không có vỏ cứng. Sên trần thuộc loại động vật thân mềm trong lớp chân bụng, là nhóm cận ngành.
Sên trần sống trên đất liền và dưới biển. Riêng nhóm Acochlidium sinh sống trong nước ngọt. Khi di chuyển chúng nhả chất nhớt để trườn mình trên mặt đất, khi gặp điều kiện khô ráo thì có thể kiệt nước chết khô nên phạm vi môi trường sống thường giới hạn ở những nơi ẩm ướt. Khi trời nắng ráo thì sên trần phải ẩn trốn.

## Phân loại
Trong số sáu bộ của Pulmonata, hai bộ Onchidiacea và Soleolifera chỉ bao gồm sên trần. Họ thứ ba, Sigmurethra, chứa nhiều nhóm ốc sên khác nhau, bán sên (loại ốc sên có vỏ quá nhỏ để chúng có thể thụt vào hoàn toàn) và sên trần. Phân loại của nhóm này đang trong quá trình được sửa đổi dựa trên trình tự DNA. Có vẻ như Pulmonata có tính chất cận ngành và cơ bản đối với Opisthobranch, là một nhánh cuối cùng của cây. Họ Ellobiidae cũng là nhóm đa ngành.
- Tiểu bộ Orthurethra
  - Siêu họ Achatinelloidea Gulick, 1873
  - Siêu họ Cochlicopoidea Pilsbry, 1900
  - Siêu họ Partuloidea Pilsbry, 1900
  - Siêu họ Pupilloidea Turton, 1831
- Tiểu bộ Sigmurethra
  - Siêu họ Acavoidea Pilsbry, 1895
  - Siêu họ Achatinoidea Swainson, 1840
  - Siêu họ Aillyoidea Baker, 1960
  - Siêu họ Arionoidea J.E. Gray in Turnton, 1840
  - Siêu họ Athoracophoroidea
    - Họ Athoracophoridae

  - Siêu họ Orthalicoidea
    - Phân họ Bulimulinae

  - Siêu họ Camaenoidea Pilsbry, 1895
  - Siêu họ Clausilioidea Mörch, 1864
  - Siêu họ Dyakioidea Gude & Woodward, 1921
  - Siêu họ Gastrodontoidea Tryon, 1866
  - Siêu họ Helicoidea Rafinesque, 1815
  - Siêu họ Helixarionoidea Bourguignat, 1877
  - Siêu họ Limacoidea Rafinesque, 1815
  - Siêu họ Oleacinoidea H. & A. Adams, 1855
  - Siêu họ Orthalicoidea Albers-Martens, 1860
  - Siêu họ Plectopylidoidea Moellendorf, 1900
  - Siêu họ Polygyroidea Pilsbry, 1894
  - Siêu họ Punctoidea Morse, 1864
  - Siêu họ Rhytidoidea Pilsbry, 1893
    - Họ Rhytididae

  - Siêu họ Sagdidoidera Pilsbry, 1895
  - Siêu họ Staffordioidea Thiele, 1931
  - Siêu họ Streptaxoidea J.E. Gray, 1806
  - Siêu họ Strophocheiloidea Thiele, 1926
  - Siêu họ Parmacelloidea
  - Siêu họ Zonitoidea Mörch, 1864
  - Siêu họ Quijotoidea Jesús Ortea and Juan José Bacallado, 2016
    - Họ Quijotidae